# Spanskvial
Spanskvial (Lathyrus tingitanus) är en ört i familjen ärtväxter. Förekommer på Iberiska halvön, Sardinien, Kanarieöarna, i Marocko och Algeriet. Odlas som ettårig sommarblomma i Sverige.
Hårlös, klättrande flerårig ört med vingkantade stjälkar, till 3 m eller mer. Blad med ett bladpar och ett grenigt klänge. Småbladen är smalt elliptiska, 4-7 cm långa, 0,5-1 cm breda. Blommorna sitter 1-2 (i klase) på en 4-9 cm lång stjälk. De blir 1,8-2,4 cm långa, 3,5 cm breda och är blekt rosa till purpur- eller karmosinröda. Blommar under sommaren.

## Sorter
- 'Roseus' - representerar plantor med ljust rosa blommor.

## Odling
Odlas vanligen som ettårig på samma sätt som luktärter.

## Synonymer
- Clymenum tingitanum (L.) Medikus, 1787
- Lathyrus coruscans Emberger & Maire, 1929
- Lathyrus pulcher Salisbury, 1796 nom. illeg.
- Navidura tingitana	(L.) Alef., 1861